# Paola Saluzzi
Paola Saluzzi (21 de mayo de 1964) es una actriz y presentadora de televisión italiano.

## Filmografía
- El gran juego de la oca
- Festival de la Canción de San Remo 2017 (copresentador; 2017)
- L'ora solare (2018-presente)